# Лукас Лекавичијус
Лукас Лекавичијус (литв. Lukas Lekavičius; Шилале, 30. март 1994) је литвански кошаркаш. Игра на позицији плејмејкера, а тренутно наступа за Жалгирис.

## Успеси

### Клупски
- Жалгирис:
  - Првенство Литваније (4): 2014/15, 2015/16, 2016/17, 2019/20.
  - Куп Литваније / Куп краља Миндовга (3): 2015, 2017, 2020.
- Панатинаикос:
  - Првенство Грчке (2): 2017/18, 2018/19.
  - Куп Грчке (1): 2019.

### Репрезентативни
- Европско првенство до 16 година:  2010.
- Европско првенство до 18 година:  2012.
- Светско првенство до 19 година:  2013.
- Европско првенство:  2015.